# Apomys microdon
Apomys microdon  (Hollister, 1913) è un roditore della famiglia dei Muridi diffuso nelle Filippine.

## Descrizione

### Dimensioni
Roditore di piccole dimensioni, con la lunghezza della testa e del corpo di 106 mm, la lunghezza della coda tra 125 e 145 mm, la lunghezza del piede tra 26 e 27 mm, la lunghezza delle orecchie tra 18 e 19 mm e un peso fino a 42 g.

### Aspetto
Le parti superiori sono bruno-cannella scuro, i fianchi sono fulvo-olivastri, mentre le parti inferiori sono grigio-giallastre, con riflessi rosso-brunastro chiaro. Le zampe sono brunastre. La coda è più lunga della testa e del corpo ed è uniformemente marrone.

## Biologia

### Comportamento
È una specie terricola, parzialmente arboricola e notturna. 

### Alimentazione
Si nutre di insetti, vermi e semi.

### Riproduzione
Sono state osservate femmine con 2 embrioni.

## Distribuzione e habitat
Questa specie è diffusa sulle isole di Luzon e Catanduanes, nelle Filippine.
Vive nelle foreste primarie e secondarie fino a 2.025 metri di altitudine.

## Conservazione
La IUCN Red List, considerato il vasto areale, la relativa abbondanza e la presenza in diverse aree protette, classifica A.microdon come specie a rischio minimo (Least Concern).